# Survivor Series 1994
Survivor Series 1994 è stata l'ottava edizione dell'omonimo pay-per-view di wrestling, promosso dalla World Wrestling Federation. L'evento si è svolto il 23 novembre 1994 al Freeman Coliseum di San Antonio, Texas. La tagline era It's Time to Meet Your Maker....

## Storyline
Una delle storyline di Survivor Series fu quella che vide contrapposti il Team Bad Guys (Razor Ramon, 1-2-3 Kid, Davey Boy Smith e gli Headshrinkers) al Teamsters (Shawn Michaels, Diesel, Jeff Jarrett, Owen Hart e Jim Neidhart). Razor Ramon iniziò una faida con Shawn Michaels nel settembre del 93 quando Ramon vinse l'Intercontinental Championship. Michaels, l'ex campione, venne privato del titolo. L'allora presidente della WWF, Jack Tunney, organizzò una battle royal in cui Ramon e Rick Martel rimasero come ultimi due finalisti. I due si affronteranno in una puntata di Monday Night Raw dove fu Razor Ramon a prevalere. Michaels affermò che era lui il legittimo detentore del titolo, e si rifiutò di riconoscere Ramon come campione.
Dopo che Yokozuna sconfisse The Undertaker alla Royal Rumble in un Casket match, i due si affrontarono nuovamente nella stessa stipulazione a Survivor Series, ma questa volta Chuck Norris avrebbe ricoperto il ruolo di Special Guest Enforcer.
Bret Hart e Bob Backlund si erano già affrontati in un match prima di Summerslam. Il canadese ebbe la meglio e a fine match andò a stringere la mano all'avversario per segno di sportività, cosa che era solito fare Backlund prima di ogni incontro. Ma in quel momento Backlund gli strinse sì la mano, per poi intrappolarlo in una mossa di sottomissione che sarebbe stata, da quel momento in poi, la sua manovra finale ad ogni fine match: la chickenwing crossface. Backlund con quel gesto divenne un heel. Si ripeté l'incontro alle Survivor Series, in un submission match, ma con una particolarità: ognuno dei due contendenti avevano un lottatore al proprio angolo con un asciugamano, che avrebbero dovuto lanciare sul ring appena vedevano che il proprio assistito sul ring non dovesse farcela a proseguire il match una volta subita la presa di sottomissione dell'avversario. Una peculiarità questa tipica dei match di pugilato. La stipulazione nacque quando Backlund chiese una rivincita dopo aver perso il titolo undici anni prima, senza mai cedere alla presa dell'avversario, Iron Sheik. Il suo manager lanciò l'asciugamano in segno di resa pensando che questi non potesse più continuare l'incontro. Bret Hart ebbe al suo angolo il cognato British Bulldog, mentre Bob Backlund Owen Hart, fratello di Bret che il campione aveva già battuto a Summerslam. Bret si portò in vantaggio all'inizio del match atterrando Backlund con delle prese alla testa, ma Backlund si liberò e cercò di applicare la crossface chickenwing su Bret. Bret sfuggì alla presa, ma Backlund mantenne il vantaggio infierendo sulle braccia dell'avversario e tentando nuovamente di applicare la sottomissione. Bret imprigionò l'avversario con una figure four leglock ma Backlund si liberò nuovamente. Quindi Bret applicò la Sharpshooter, la sua mossa finale, su Backlund. Owen entrò nel ring e colpì Bret con un braccio teso alle spalle, facendogli perdere la presa, per poi uscire dal ring. Allora Smith corse dietro a Owen intorno al ring, ma finì KO (kayfabe). Mentre Bret era distratto, Backlund riuscì ad imprigionarlo nella sua crossface chickenwing. Owen guardò incredulo ciò che stava accadendo a Bret e andò verso la prima fila, dove erano seduti i loro genitori Stu e Helen Hart. Owen li implorò di gettare l'asciugamano di Bret sul ring per salvarlo mentre Backlund manteneva la presa di sottomissione per un tempo che alla fine sarebbe ammontato a nove minuti e mezzo. Stu si rifiutò di farlo, non fidandosi delle motivazioni di Owen, ma Helen prevalse e gettò la spugna sul ring. Owen poi corse sul ring e mostrò l'asciugamano di Bret all'arbitro, e l'incontro terminò assegnando la vittoria del titolo mondiale WWF a Backlund mentre Owen se ne andava nel backstage tenendo l'asciugamano sopra la testa trionfante.
Lex Luger continuò la faida contro Tatanka e la Milion Dollar Corporation di Ted Dibiase. Tutto iniziò quando il nativo americano accusò Lex di essersi venduto a quest' ultimo, per poi rivelarsi il contrario a Summerslam, durante l'incontro tra i due. Dibiase intervenne sul ring per far vincere Tatanka. Con Lex Luger fecero squadra Adam Bomb, Mabel e gli Smoking Guns, mentre con Tatanka, Bam Bam Bigelow, King Kong Bundy, ach' essi uomini al soldo di Ted Dibiase, e gli Heavenly Bodies.

## Risultati
| # | Incontri | Stipulazioni                                                                  | Durata |
| - | --- | ----------------------------------------------------------------------------- | ------ |
| 1 | The Bad Guys (The 1-2-3 Kid, The British Bulldog, Fatu, Razor Ramon e Sione) (con Afa e Lou Albano) hanno sconfitto The Teamsters (Diesel, Jeff Jarrett, Jim Neidhart, Owen Hart e Shawn Michaels)                | 5-on-5 Survivor Series Elimination match                                      | 21:45  |
| 2 | The Royal Family (Cheesy, Jerry Lawler, Queasy e Sleazy) ha sconfitto Clowns R' Us (Dink the Clown, Doink the Clown, Pink the Clown e Wink the Clown)                                                             | 4-on-4 Survivor Series Elimination match                                      | 16:05  |
| 3 | Bob Backlund (con Owen Hart) ha sconfitto Bret Hart (c) (con The British Bulldog) | Throw in the Towel Submission match per il WWF World Heavyweight Championship | 35:11  |
| 4 | The Million Dollar Team (Bam Bam Bigelow, Jimmy Del Ray, King Kong Bundy, Tatanka e Tom Prichard) (con Ted DiBiase) ha sconfitto Guts and Glory (Adam Bomb, Bart Gunn, Billy Gunn, Lex Luger e Mabel) (con Oscar) | 5-on-5 Survivor Series Elimination match                                      | 23:21  |
| 5 | The Undertaker (con Paul Bearer) ha sconfitto Yokozuna (con Mr. Fuji e Jim Cornette) | Casket match con Chuck Norris come Special Guest Enforcer                     | 15:24  |